# Black & White 2
Black & White 2 er et computerspil udviklet af Lionhead Studios og udgivet af Electronic Arts. Det indeholder elementer taget fra strategispil, gudespil og byopbygningsspil (Sim City).

## Historie
I landet Eden, lever grækerne på en frodig ø. Deres kultur er stor og de er et fredeligt folkefærd. Men det brutale folk, aztekerne, invaderer deres ø. En kvinde beder til deres gud om hjælp, og bønnen bliver svaret. En gud ankommer til Eden for at redde grækerne. Guden når at redde 25 grækere gennem en portal til en anden ø. Profetien fortæller, at en svag stamme vil rejse sig fra næsten ingenting, med en gud til at lede dem, og vil overvinde alle andre folkefærd. De krigeriske vikinger, de ærefuld japanere og til sidst de brutale aztekere.

## God eller Ond
Som guden der kommer grækerne til undsætning, har man mulighed for både at være god, hjælpende og nådig, eller en ond, brutal og krigsførende gud. Man kan dog også vælge at være en mere neutral gud, som blander godhed mod egen befolkning med krigsførelse mod fjenden.
Hele din by ændrer sig for at vise om du er god eller ond. Hvis man er en god gud bliver det en lys by med springvand, planter, blomster og dekorationer. Hvis man er ond, bliver byen mørk, med graffiti på murene, farveløs og trist.

### Overvindelse af byer
Den gode måde at overvinde modstandere på, er ved at bygge en imponerende og storslået by. Det vil få andre folk til at immigrere for at slutte sig til én og bo i ens by, hvor de har taget alt hvad de havde af ressourcer med sig. Den onde måde at spille på, er ved at bygge en hær, og overtage deres by, for at få kontrol over den.

### Rådgivere
Som gud har man to rådgivere til at hjælpe sig. En slags samvittighed så at sige. Den ene repræsenterer ens gode side mens den anden repræsenterer ens onde side. De hjælper ved at give vigtige oplysninger, enten i form af deres dialog (god- og ond samvittighed i mellem) eller ved at give én små missioner/ opgaver, for at lære spilleren de forskellige værktøjer igennem spillet. De to samvittigheder bliver umiskendeligt vist som "god" og "ond". Den gode som en lille tyk mand med langt gråt skæg siddende på en sky, hvor den onde er repræsenteret som en lille tyk djævel, der bestemt ikke lider af blufærdighed. Men bare rolig, spillet holder en sober tone og de to samvittigheder spiller godt sammen, både som kontrast af to yderligheder men også som et lille komisk indslag hist og her.

## Ressourcer
Der er 5 slags ressourcer i spillet. De 3 er ”dødelige” som ens folk selv kan bruge og bygge med, og de 2 resterende er ”guddommelige” som kun man selv kan bruge.

### Dødelige Ressourcer
De 3 dødelige ressourcer i spillet er:
1: Food/Mad; Bruges til at føde ens folk og hære. Det eneste føde der er til rådighed i Black and White 2 er korn(i ekspansion tæller kød også). Dette høstes fra ens marker af folket, ens creature eller en selv. Produktionen kan forøges med en "Granaray" (mølle). OBS: Folk i hæren spiser dobbelt så meget mad!
2: Ore/Metal; Bruges til at bygge de mere indviklede bygninger i spillet, samt til at lave våben og rustninger af, til en hær. Man kan skaffe det fra miner og omkring liggende ore/metal. Produktion kan forøges med en "Smelter" (smelteovn).
3:Wood/Træ; Bruges til bygning af alle bygninger, bortset fra nogle få, som f.eks. lamper og mure. Produktionen kan forøges med en Lumberyard/Træmølle.

### Guddommelige Ressourcer
Der er 2 guddommelige ressourcer i spillet, disse er:
1: Mana; Mana dannes i et Altar/ alter, hvor folk kan få til opgave at tilbede. Eller ved den mere onde metode, ved at ofre en person og dermed skaffe omkring 2.000 mana. Mana bruges til at udføre forskellige mirakler. Det kommer vi nærmere ind på under Guddommelige Kræfter.
2: Tribute; Tribute/ Hyldest (i mønt form) er en slags guddommelig betalings form. Man samler den ved at overtage byer, vinde lande eller klare mindre missioner. Tribute bruges til at købe nye bygninger, mirakler, vidundere, træning til creature, import af folk og krigere, legetøj eller opgraderinger til en selv.

## Guddommelige Kræfter
Som gud er det en selvfølge at man bør have forskellige kræfter til rådighed, da man så kan vise sin guddommelighed på den bedst mulige måde.

### Begrænsninger
Selvom man er en gud, har man visse begrænsninger. Man eksisterer kun fra troen fra ens folk, derfor kan man kun lege gud inde fra en stor grøn ring, som går under navnet ”Influence Ring” (Indflydelsesring). Denne ring bliver større alt efter hvor mange mennesker og bygninger man har i sin by. Det eneste man kan gøre uden for byen, er at styre ens Creature eller ens hære.

### Hand-Pickup
Dette er den vigtigste evne, der gør at man kan administrere sin by, eller forsvare den ved at smide en stor sten på fjenden. Man samler en ting op med hånden, derefter kan man sætte den ned eller kaste med den. For at få folk til at udføre specifikke opgaver, holder man dem over de områder/ ting som de skal arbejde med.
Arbejdsopgaver folket kan blive tildelt
1: Farmer/ Bønder; Bønder høster korn på markerne og lægger kornet i ens Storehouse/ Varelager.
2: Forester/ Skovhugger; Skovhuggere hugger træ, der bruges til at bygge ens by.
3: Miner/ Minearbejder; Minearbejdere hugger ore/metal fra miner og sten.
4: Refiner/ Forarbejder; Forarbejdere forfiner de tre grundlæggende råvarer: korn, træ og metal. Man skal have den tilsvarende bygning til den råvare. Disse købes alle med
Tribute.
5: Builder/ Bygningsarbejder; Bygningsarbejdere gør lige hvad navnet siger, bygger.
6: Breeders/ Forældre; Er indbyggere tildelt rollen som "fødemaskiner" for at øge befolkningen.
7: Worshipper/ Tilbeder; Tilbedere tilbeder ved Altars/ Altre for at lave mere mana, eller ved Wonders/ Vidundere for at udløse kraftfulde "mirakler", som f.eks. regn over et område.
OBS: Folk sørger selv for det de har brug for, men til tider kan de godt være lidt dovne, eller også mangler man noget som gud, de ikke mangler. Det er i sådanne situationer det bliver nødvendigt at sætte dem i arbejde.
Når indbyggerne har været børn, bliver de voksne. Voksen-perioden varer over en længere periode. Når en indbygger bliver gammel, bliver de ude af stand til at varetage nogen opgaver, og dør efter noget tid. Når en indbygger dør, samles andre indbyggere og sørger. Ved at investere i en Cemetery/ Kirkegård, slipper man for at finde døde indbyggere rundt omkring i byen. Omkringliggende døde indbyggere har som sådan ikke en effekt på byen, men det giver points på din "godheds-konto" at eje kirkegårde, selvom ingen bygninger "har lyst til" at blive placeret i nærheden af en kirkegård.

### God-Building
Ved God-Building/ Gudbyggeri bygger man selv bygningerne. Det går hurtigere men man bruger flere ressourcer under byggeriet.

### Mirakler
Som gud har man selvfølgelig et stort arsenal af både dødbringende og livbringende mirakler. Disse mirakler koster alle mana at bruge, og kræver at man har et alter.
De forskellige mirakler er:
1: Water/ Vand; Vand miraklet kan bruges til at vande skove og marker, samt til at forsinke modstandere.
2: Shield/ Skjold; Skjold miraklet kan bruges til at lave et skjold som holder al form for kasteskyts væk, bl.a. katapultskud og pile. Det kan også bruges til at lave en lille eksplosion der kaster alle modstandere væk og skader dem lidt. Skjold miraklet er det eneste angreb som ikke kan skade ens egne, så det er godt at bruge hvis fjenden er inde i ens base.
3: Healing/ Helere; Helere bruges til at hele ens creature, hære eller folk.
4: Fire/ Ild; Ild miraklet kan bruges til at sætte ild til alt hvad der kan brænde: creatures, bygninger, træer, marker og mennesker.
5: Lighting/ Strøm; Strøm miraklet giver stød til alt inden for en vis radius, og kan godt starte mindre brande i bygninger. Kan nemt slå smut over jorden så det spreder sin dødbringende kraft over større områder ved kast.
6: Meteor; Meteor miraklet udløser en serie af dødbringende meteorer ned på jorden. Dette kan totalt udslette selv de største hære. Mirakler kan lægges på jorden, langsomt spredes over store områder eller kastes. Ved kast kan du nemt smide et meteor mirakel over fjendens mure, eller bare et strøm mirakel over muren og ned på den belejrende fjende.

### Wonders
Der er 4 slags mirakler, som er så kraftfulde og dyre at de ikke indgår som en del af miraklerne ved altrene. De kræver separate bygninger (wonder/vidunder) og worshippers/ tilbedere der til. Et Vidunder kan bruges udenfor ens Influence Ring/ indflydelses ring, men ikke inde i modstandernes, selvom alle vidundernes areal er så stort at det er nok at sætte dem lige ved siden af. Et Vidunder kræver tonsvis af ressourcer at bygge, og har sin egen mana beholdning som skal opbygges med worshippers/ tilbedere som tilbeder ved selve Vidunderet. De 4 Vidundere er:
1: Siren/ Sirene; Sirene vidunderet lokker modstandernes krigere til at gå over på ens side som fredelige normale folk. Det eneste ikke aggressive vidunder, perfekt til den gode gud.
2: Hurricane/ Storm; Storm vidunderet udløser en gigantisk tornado, der ødelægger modstanderens bygninger, slynger dem op i luften og kaster dem derefter ned på byen igen.
3: Earthquake/ Jordskælv; Hvis jordskælvs vidunderet bliver brugt uden for ens base, kan man kun krydse fingre og håbe på at jordskælvet ikke rammer ens egen base. Skulle man være ramt af uheld, ødelægger den alle ens bygninger, der ligger i vejen for jordskælvet. Dette vidunder kan nemt ligge det meste af ens base i ruiner og smadre ens mure.
4: Volcano/Vulkan; Vulkan vidunderet er i sandhed det mægtigste vidunder. Det tager masser af ressourcer og masser af worshippers for at man kan udløse dets destruktive kraft. Hvis det bliver brugt, udløser det en gigantisk vulkan som ødelægger alt i nærheden.

## Creature
Ens Creature/ Dyr repræsenterer én nede i de dødeliges land, og kan tage form som en stærk abe, en kongelig tiger, en stolt løve, en snedig ulv eller en kluntet ko. Disse væsner er under konstant udvikling igennem hele spillet, og kan bruges både som en elskværdig underholder eller en destruktiv kampmaskine.

### Forælder
Ens dyr udvikler sig igennem hele spillet, derfor skal man være en god ”forælder” og lære ens dyr hvad det må og ikke må. Når dyret gør noget nyt, hvilket det gør meget i starten, vil det være i tvivl om det er en accepteret/ god handling, derfor skal man belønne(ae) eller straffe (slå) det, alt efter hvad man vil lære dyret. Hvis man er ond vil man måske have at ens dyr spiser mennesker. Dyret vil altid prøve at eksperimentere med andre ting, såsom at spise sten, træer eller korn. Det er dog ikke alt der er lige sundt for det, derfor skal man lære det hvad det må og ikke må.

### Udvikling
Når dyret vokser, ændrer dens krop sig også. Det bliver større, men det er vigtigt at holde det sundt. Hvis man ikke løber nok rundt med sit dyr, får det en dårlig kondi, og hvis man samtidig overfodrer det, bliver det fed. Man kan træne dyrets muskler så det bliver stærkere.

### Helbred
Der er 4 målere som fortæller hvordan dit dyr har det. Hvis de ikke bliver opretholdt, vil dit dyr udvikle sig i en negativ retning. De 4 helbreds målere er:
1: Life/ Liv; Hvis dyrets livsmåler går i bund, dør det. Men bare rolig, det genopliver lidt efter i dyrets Pen/ bo. Livet kan gå ned på flere måder, primært ved kamp, men også hvis det leger med sten, eller gør andre usunde ting.
2: Food/ Mad; Det er vigtigt at give sit dyr mad, ellers udvikler det sig forkert. Det skal helst spise mennesker/ dyr fra græs arealer eller korn, eller alle tre ting. Træer og Sten er ikke en sund kost!
3: Sleep/ Søvn; Hvis ikke ens dyr sover, vokser det ikke, så send dit dyr ned i dets bo, når det bliver træt.
4: Happiness/ Glæde; Hold dit dyr glad. Hvis du aldrig belønner det bliver dit dyr ked og ugidelig.

### Roller
Du kan give dit dyr 1 af 5 roller ad gangen, og de kan alle opgraderes, bortset fra Fri Vilje. Dyret kan gøre alting i alle roller, men vil primært kun udføre det den er sat til ved de specifikke roller. Når dit dyr er sat i en rolle bortset fra fri vilje, vil det miste fri vilje, og kun gøre det du sætter det til. Det kan være farligt, da dyret ikke længere passer sig selv/ gør hvad det vil, og vil ende med at du skal give dyret meget mere opmærksomhed, for at kunne blive gladere og mere selvstændig igen.
1: Free will/ Fri Vilje; Det vil gøre det du har lært den, og måske prøve nye ting.
2: Builder/ Bygger; Det vil bygge bygninger.
3: Entertainer/ Underholder; Det vil underholde dit folk og gøre dem glade.
4: Gatherer/ Samler; Skaffer ressourcer som Træ, Metal og Mad.
5: Warrior/ Kriger; Vil dræbe alle modstandere i nærheden.